# Ballrechten-Dottingen
Ballrechten-Dottingen  é um município da Alemanha, no distrito da Brisgóvia-Alta Floresta Negra, na região administrativa de Friburgo, estado de Baden-Württemberg.